# Légions polonaises en Hongrie
Pour les articles homonymes, voir Légion polonaise.

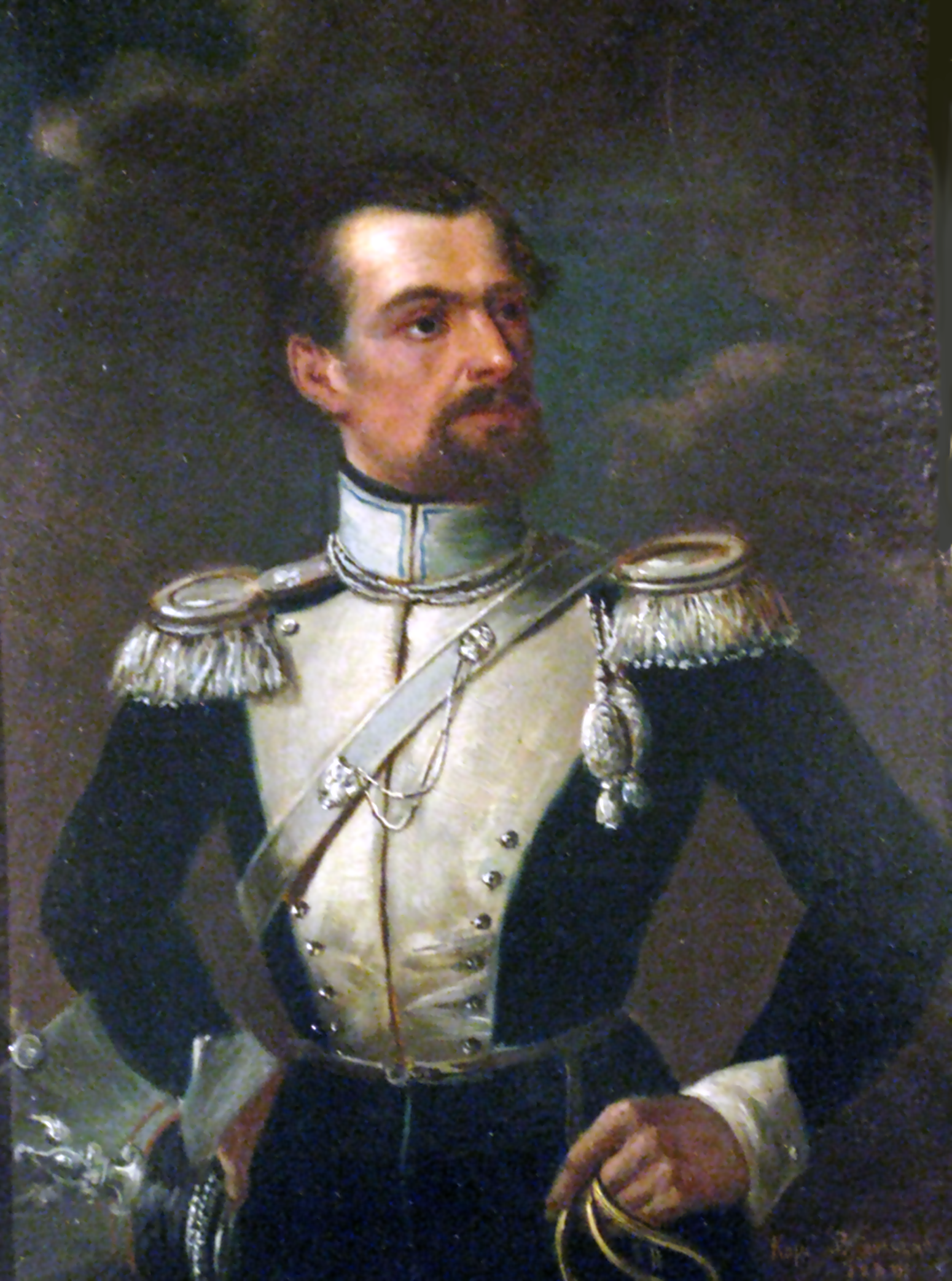
Le lieutenant Felicjan Szybalsk du 2ème régiment de lanceur de la légion polonaise

Les Légions polonaises en Hongrie ont fourni une assistance militaire à la cause de la guerre d'indépendance hongroise. Plusieurs dirigeants de la grande émigration sont venus en Hongrie sous le signe de l'amitié polono-hongroise, notamment Józef Bem, Henryk Dembiński et Józef Wysocki. La Légion polonaise en Hongrie était déjà créée à l'automne 1848, mais en raison des divergences entre Bem et Wysocki, Bem organisa également sa « propre » légion. À l'été 1849, non pas une, mais deux légions polonaises combattent au sein des armées hongroises, l'une sur le champ de bataille de Haute-Hongrie, l'autre en Transylvanie.

## Légion de Wysocki
Au cours de la campagne d'été, la Légion polonaise fait partie de l'armée de Haute-Hongrie, défend d'abord le passage de la Galicie vers la plaine hongroise, puis bat en retraite jusqu'à proximité de Temesvar, où, après la défaite de toute l'armée, elle traverse vers le territoire turc.
Ces troupes polonaises se sont bien comportées au siège d'Arad (hu), dans les batailles en Haute-Hongrie, notamment à Hatvan (en), et lors de la bataille de Szolnok (en) le 5 mars 1849.
En mai 1849 à Miskolc, après l'unification de toutes les unités polonaises, la Légion Wysocki est composée de 2 090 fantassins et de 400 lanciers :
- 1er bataillon d'infanterie
- 2e bataillon d'infanterie
- 3e bataillon d'infanterie
- 4e bataillon d'infanterie (en phase d'organisation)
- 1er régiment de uhlans - colonel comte Władysław Poniński
- 2e Régiment de uhlans - colonel Władysław Tchórznicki (pl)
- Entreprise pionnière
- Demi-batterie d'artillerie à pied
- Demi-batterie d'artillerie à cheval

Les uniformes de la Légion sont basés sur des modèles polonais et les règlements sont pour la plupart autrichiens, c'est-à-dire ceux également utilisés dans l'armée hongroise. Le commande dément  est en polonais. La Légion Wysocki a sa propre bannière aux couleurs nationales. Les grades de sous-officiers sont pourvus par élection, les officiers sont nommés par Wysocki. Les nominations à des grades supérieurs étaient soumises à l'approbation des autorités hongroises.

## Légion de Bem
Une légion distincte est formée par le général Bem en Transylvanie. La Légion fait partie de l’armée hongroise qui, grâce à une offensive hivernale surprise, chasse les Autrichiens en quatre mois. Grâce à cela, Bem et sa légion acquièrent une grande popularité parmi les Hongrois, les Roumains et les Saxons locaux.
Après la défaite de la bataille de Temesvár (en) et la capitulation hongroise du 13 août 1849 (en), les restes des légions polonaises, ainsi que Bem et Wysocki, trouvent refuge en Turquie, comptant sur le déclenchement imminent de la guerre turco-russe. Une grande partie des légionnaires qui n'ont pas réussi à se rendre en Turquie ont subi la répression des Autrichiens victorieux.

## Sources
- István Kovács:  A lengyel légió lexikona, 1848–1849. Institut d'Histoire de l'Académie hongroise des sciences, História Könyvtár, Budapest, 2007.  (ISBN 9789639627116)
- Józef Wysocki: Együtt a szabadságért, 1848–1849. Wysocki tábornok emlékiratai. Zrínyi Kiadó, Budapest, 1993.  (ISBN 9633271851)
- Endre Kovács (hu): Bem József, Hadtörténeti Intézet, Budapest, 1954.